# Iniquitatem
Iniquitatem ist ein seit 2014 aktives Solo-Musikprojekt dessen Stil dem Post-Industrial-Subgenre Dark Ambient zugerechnet wird.

## Geschichte
Der über seine Aktivitäten in der Pagan- und National-Socialist-Black-Metal-Szene bekannte Musiker Swartadauþuz initiierte Iniquitatem als Dark-Ambient-Projekt. Als Beginn des Projektes gilt die Veröffentlichung des Debüts Through the Times of Medieval War über sein eigenes Label Ancient Records und den Kooperationspartner Purity Through Fire. Im Jahr 2017 folgte mit Den sista vilostunden ein weiteres Album, das Swartadauþuz unter den gleichen Bedingungen herausgab. Nach der Veröffentlichung der beiden Alben variierte er den Stil zum Funeral Doom. Hierzu lud er Olmo „Déhà“ Lipani in die Band, der sich als Sänger, Gitarrist und Schlagzeuger auf dem dritten Album Through Dead Forests, He Dwells einbrachte. Through Dead Forests, He Dwells erschien 2021 via Amor Fati Productions. Rezeption der Veröffentlichung blieb aus. Auch die auf Schweden bezogene Etappe 12 der für Stormbringer.at verfassten Funeral-Doom-Reise sparte das Projekt aus.

## Stil
Die ersten Alben gelten als orchestraler Dark Ambient, das Album Through Dead Forests, He Dwells wird hingegen dem Funeral Doom zugerechnet.

## Diskografie
- 2014: Through the Times of Medieval War (Album, Ancient Records/Purity Through Fire)
- 2017: Den sista vilostunden (Album, Ancient Records/Purity Through Fire)
- 2021: Through Dead Forests, He Dwells (Album, Amor Fati Productions)